# Lokomotíva Trnawa (szachy)
Lokomotíva Trnawa – słowacki klub szachowy z siedzibą w Trnawie założony w 1950 roku, mistrz Czechosłowacji w sezonie 1985/1986, mistrz Słowacji w sezonie 1993/1994.

## Historia
Zorganizowany klub szachowy w Trnawie istniał najpóźniej w 1878 roku, kiedy to węgierska gazeta opublikowała osoby, które prawidłowo rozwiązały pewne zadanie szachowe. Wśród nich wyszczególniono klub szachowy z Trnawy o nazwie Convictus (A convictusi sakkör). Z kolei w 1924 roku V. Procházka założył w Trnawie klub szachowy, który miał siedzibę w kawiarni Diamant.
W lutym 1950 roku grupa entuzjastów szachów i pracowników kolei powołała do istnienia klub szachowy Lokomotíva. Założycielami byli: Pavel Božík, Ján Brezovský, Rudolf Brezovský, Peter Bakoš, Michal Selnekovič, Štefan Fojcík, Gunda i Jozef Nemečkay. W 1971 roku klub zadebiutował w drugiej lidze czechosłowackiej i występował w niej przez większość sezonów w latach 70. W 1983 roku szachiści klubu awansowali do pierwszej ligi. W sezonie 1985/1986 Lokomotíva została mistrzem Czechosłowacji. Zawodnikami klubu byli wówczas Ján Plachetka, Ján Báňas, Alois Lanč, Imrich Červenka, Vítězslav Priehoda, Štefan Ďuriga, Milan Drtina, Milan Szitkey i František Jablonický. W sezonie 1991/1992 szachiści Lokomotívy zajęli trzecie miejsce w mistrzostwach kraju.
Lokomotíva po rozpadzie Czechosłowacji była jednym z czterech klubów, które uczestniczyły w pierwszym sezonie słowackiej Extraligi. Klub z Trnawy zajął wówczas drugiej miejsce, ulegając jedynie ELAI Bratysława. Sezon 1993/1994 Lokomotíva zakończyła zdobyciem tytułu mistrza Słowacji. Skład drużyny stanowili wówczas m.in. Igor Štohl, Alois Lanč, Ladislav Dobrovolský, Ján Báňas, Jacek Bielczyk, Zbigniew Szymczak i Jozef Franzen. W 1998 roku zespół spadł do 1. ligi. Na początku XXI wieku klub grał przeważnie w 1. lidze. W 2017 roku nastąpił spadek do 2. ligi.